# Lala Kara Mustafa Pascià
Lala Kara Mustafa Pascià o semplicemente Lala Mustafa Pascià (Sokolovići, 1500 circa – Istanbul, 7 agosto 1580) è stato un generale e politico ottomano  di etnia serba che servì come gran visir per l'Impero ottomano.

## Biografia
Nacque in Bosnia nel medesimo villaggio di Sokolovići, nei pressi di Višegrad, in cui nacque Mehmed Pascià Sokolović. Ascese alla funzione di Beylerbey di Damasco e poi a quella di quinto visir. 
Comandò le forze terrestri ottomane durante l'Assedio di Malta del 1565, durante la conquista di Cipro, l'assedio di Famagosta (con supplizio di Marcantonio Bragadin) strappata ai Veneziani nel 1570-1571, e nella Campagna contro la Georgia del 1578. 
Più tardi fu per breve periodo gran visir, dal 28 aprile al 7 agosto 1580.
Il titolo onorifico "Lala" significa "tutore del Sultano" ed egli lo portava per essere in effetti stato tutore dei figli del Sultano.
Kara Mustafa è ricordato anche per il tradimento dei patti e della barbara morte di Marcantonio Bragadin, il difensore veneziano di Famagosta, che fece scorticare vivo.

## Discendenza
Il 25 agosto 1575 sposò Hümaşah Sultan, principessa ottomana figlia di Şehzade Mehmed e nipote del sultano Solimano il Magnifico e Hürrem Sultan. Fu il suo secondo marito. Da lei, ebbe un figlio:
- Sultanzade Abdülbaki Bey. Sposò Safiye Hanımsultan, figlia di una cugina della madre, Ismihan Sultan, figlia del sultano Selim II e Nurbanu Sultan.